# Tusenårssted
Tusenårsted (en français site du millénaire) est un endroit qu'un comté norvégien ou une commune ont choisi pour marquer la transition vers l'an 2000. 

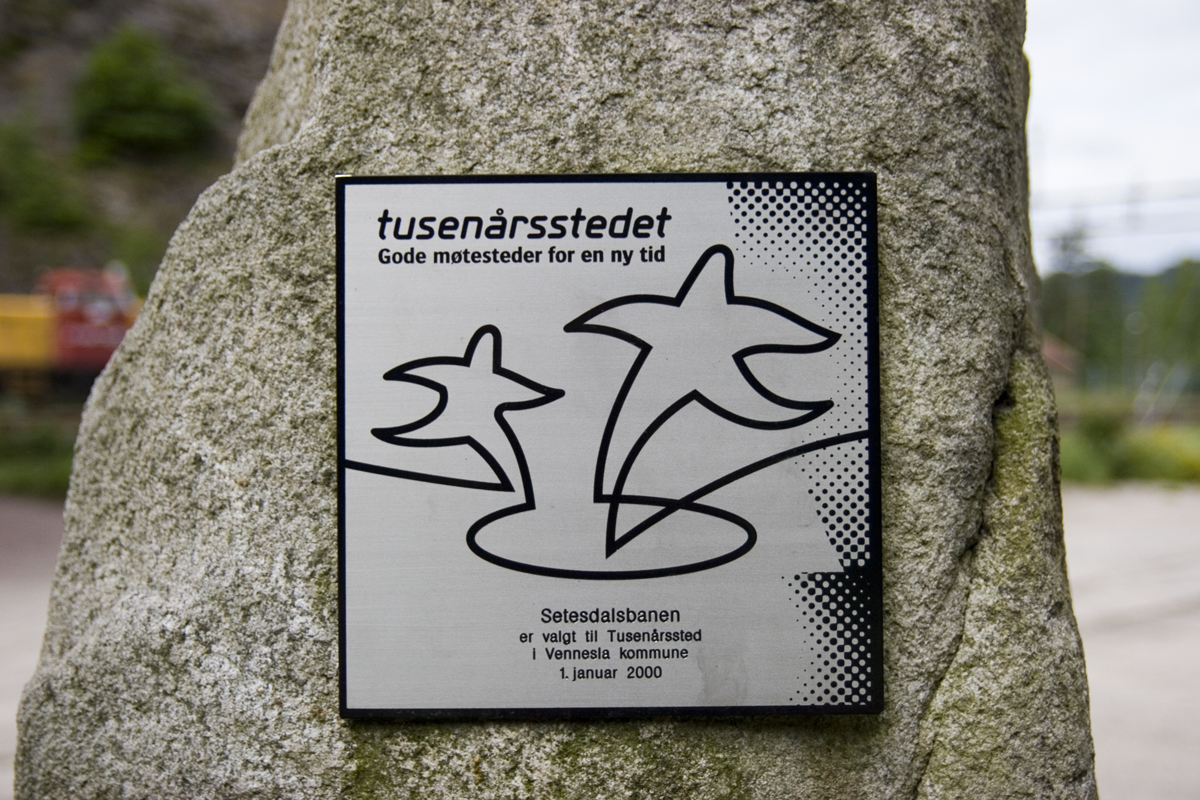
Plaque commémorant le lieu choisi

C'est le Ministère des affaires culturelles et de l'Église qui a présenté l'idée de la commémoration. Le lieu, le monument, l'espace naturel choisi devait l'être au plus tard pour 2005.
Effectivement, l'idée de commémoration dépasse le simple passage à l'an 2000. En 2005, la Norvège a fêté les 100 ans de son retour à l'indépendance.